# The Night Of
The Night Of é uma minissérie de televisão norte-americana do gênero crime e drama, baseada na série britânica Criminal Justice (2008-2009). A minissérie foi escrita por Richard Price e Steven Zaillian e dirigida por Zaillian e James Marsh. Transmitida pela HBO, The Night Of estreou em 10 de julho de 2016. O primeiro episódio estreou no dia 24 de junho de 2016, através da HBO on-demand.

## Personagens e elenco
- John Turturro , como John Stone, um advogado que representa Nasir Khan[2]
- Riz Ahmed como Nasir "Naz" Khan, um Paquistanês-Americano, estudante de faculdade acusado de assassinar uma jovem em Upper West Side, Nova Iorque[2]
- Michael Kenneth Williams como Freddy Knight, um preso influente em Rikers Island[2]
- Bill Camp como Dennis Box, um detetive que trabalha no caso de Nasir.[2]
- Jeannie Berlin como Helen Weiss, uma promotora que trabalha no caso de Nasir.[2]
- Peyman Moaadi como Salim Khan, pai de Nasir.[2]
- Poorna Jagannathan como Safar Khan, mãe de Nasir.[2]
- Glenne Headly como Alison Crowe, um advogado que representa Nasir Khan[2]
- Amara Karan como Chandra Kapoor, funcionária de Alison[2]
- Ashley Thomas , como Calvin Hart, preso em Rikers Island
- Paulo Faíscas como Don Taylor, padrasto de Andrea [3]
- Sofia Black D'Elia como Andrea Cornish, a vítima[6]
- Afton Williamson como Oficial Wiggins, a trabalhar no District 21
- Ben Shenkman como Sargento Klein, a trabalhar no District 21
- Paulo Costanzo como TBA
- Ned Eisenberg como Lawrence Felder, um juiz
- Kirk "Sticky Fingaz" Jones como TBA, preso em Rikers Island
- Mohammed Bakri como Tariq, um motorista de táxi e colega de Salim
- Nabil Elouahabi como Yusuf, um motorista de táxi e colega de Salim

### Outros
- Frank L. Ridley como Jerry[2]
- Jeff Wincott como Detetive Lucas[2]
- David Chen como Prisioneiro
- Lord Jamar como Tino
- Ariya Ghahramani como Amir Farik
- Syam Lafi como Hasan Khan
- Max Casella como Edgar[3]
- Chip Zien como o Dr. Katz[3]
- J. D. Williams como Trevor Williams[2]

## Produção
A 19 de Setembro de 2012,  foi anunciado que a HBO tinha encomendado um piloto baseado na série de televisão Britânica de Criminal Justice. James Gandolfini foi definido como estrela, Richard Price como escritor do projeto, e Steven Zaillian como responsável pela direcção. A 19 de Fevereiro de 2013 a HBO aprovou o projeto. No entanto, a 13 de Maio de 2013, a HBO reverteu a sua decisão, definindo que Criminal Justice seria uma série limitada a sete partes. Depois da morte de Gandolfini, a 19 de junho de 2013, foi relatado que a mini-série iria para a frente em sua honra, sendo Robert De Niro  definido para substituir Gandolfini. A 21 de abril de 2014, John Turturro substituí De Niro devido a conflitos de agenda. A 11 de Março de 2016, foi anunciado que o projeto iria estrear em meados de 2016, sob o título The Night Of. Gandolfini aparece com o crédito de póstumo produtor executivo.
Em julho de 2016, Steven Zailin comentou sobre a possibilidade de uma segunda temporada.

## Episódios
| #  | Título                  | Diretor(es)     | Roteirista(s)                   | Exibição (EUA)                                         |
| -- | ----------------------- | --------------- | ------------------------------- | ------------------------------------------------------ |
| 01 | Beach                   | Steven Zaillian | Richard Price                   | 24 de junho de 2016 (online) 10 de julho de 2016 (HBO) |
| 02 | Subtle Beach            | Steven Zaillian | Richard Price                   | 17 de julho de 2016                                    |
| 03 | A Dark Crate            | Steven Zaillian | Richard Price                   | 24 de julho de 2016                                    |
| 04 | The Art of War          | James Marsh     | Richard Price                   | 31 de julho de 2016                                    |
| 05 | The Season of the Witch | Steven Zaillian | Richard Price & Steven Zaillian | 7 de agosto de 2016                                    |
| 06 | Samson and Delilah      | Steven Zaillian | Richard Price & Steven Zaillian | 14 de agosto de 2016                                   |
| 07 | Ordinary Death          | Steven Zaillian | Richard Price & Steven Zaillian | 21 de agosto de 2016                                   |
| 08 | The Call of the Wild    | Steven Zaillian | Richard Price & Steven Zaillian | 28 de agosto de 2016                                   |

## Recepção da crítica
The Night Of recebeu aclamação da crítica. No website Metacritic, tem atualmente uma pontuação de 90%, indicando "aclamação universal" com base em 40 avaliações. Actualmente, tem uma pontuação de 95% no website Rotten Tomatoes , com uma classificação média de 8.5/10 com base em 56 avaliações; em consenso lê-se : "The Night Of é um mistério ricamente trabalhado, primorosamente executado que vai manter os espectadores encantados e deixá-los arrasados."